# Peștera de la Căput
Peștera de la Căput a fost menționată și ca Peștera Hamlet, nume care nu s-a impus. Ea face parte din cel mai mare complex carstic din România, aflat în Munții Apuseni, zona Padiș.

## Istoric
Peștera de la Căput a fost cunoscută de localnici din cele mai vechi timpuri, zona fiind o bogată pășune pentru satele din jur și că pădurea din zonă a fost, pe vremea imperiului intens exploatată. Prin 1900 pe platoul Padiș funcționa o cale ferată îngustă care transporta lemnul. Prima mențiune scrisă este făcută în 1903 de G. Czaran.
Mihai Șerban, Iosif Viehmann, Marcian Bleahu și Dan Coman explorează și cartează peștera în mai multe expediții din 1952-1953.

## Localizare
Pe drumul ce coboară de la Padiș la Arieșeni, triunghi roșu, la ieșire din Poiana Ponor spre Valea Izvoru Ursului, pe partea stângă, o scurtă deviație duce la gura peșterii.

## Descriere
Peștera săpată în calcare tithonice se află la capătul Vaii Izvorul Ursului, o vale oarbă care numai la precipitații puternice se activează. Peștera are o singură galerie, activă cu o lungime de 1873 m. Intrarea este situată la altitudine absolută de 1065 m și are dimensiuni medii, 10/6 m. O primă săritoare de 3 m în pantă aproape de vericală continuă cu o alta surplombată adâncă de 8 m.
Sala de la baza săritorii este în fapt o uriașă marmită turbionară  pe fundul careia se găsesc bolovani lustruiți, bile de marmitaj. Pereții sunt acoperiți cu lingurițe.. În vreme ploioasă, pe aceste verticale se prăvălesc cascade care nu ar da șansă de supraviețuire speologilor dacă ar fi prinși în acest sector. Un culoar scurt și strâmt, plin de marmite, duce deasupra altei vericale de 25 m. Sala în care se coboară e o altă sală marmită de formă circulară destul de largă. Pereții și tavanul prezintă lingurițe iar podeaua este acoperită de un strat gros de aluviuni. Acest peisaj va continua încă 500 m.
Urmează o galerie de presiune în care baricade de aluviuni, bolovani și trunchiuri de copaci se ridică până aproape de tavan. Este o altă zonă foarte periculoasă pe timp de viitură.Galeria se deschide într-o sală largă și înaltă descendentă în partea finală. Urmează un alt tunel de presiune mai lung și meandrat, cu pante schimbătoare. Se înmulțesc gururile pe podeaua peșterii și dispar încet trunchiurile de copaci. Dupa 500 m galeria își schimbă secțiunea devenind o diacază cu înălțime variabilă de la 1 la 15 m. Marmitele se transformă în lacuri limpezi din ce în ce mai mari până se ajunge la lacul terminal Acesta este un sifon adînc, încă neexplorat în totalitate. Apele ce se pierd aici apar în prima sală a peșterii Cetățile Ponorului

## Biologie
S-au făcut cercetări biospeologice dar nu au fost făcute public încă rezultatele.

## Condiții de vizitare
Peștera este foarte periculoasă pe timp de viituri. Se recomandă numai speologilor experimentați. Sunt necesare costume impermeabile, surse multiple de iluminat, corzi, blocatoare coborsatoare, barcă, pitoane...